# Hrnići
Hrnići (cyr. Хрнићи) – wieś w Bośni i Hercegowinie, w Republice Serbskiej, w mieście Prijedor. W 2013 roku liczyła 492 mieszkańców.